# Briakinumab
Briakinumab – rekombinowane ludzkie przeciwciało monoklonalne klasy IgG1, skierowane przeciwko interleukinie 12 i interleukinie 23.
Mechanizm działania briakinumabu jest podobny do ustekinumabu – wiąże się z podjednostką p40, która jest wspólna dla interleukin IL-12 oraz IL-23 i zapobiega ich interakcji z receptorami białkowymi znajdujących się na powierzchni komórek układu odpornościowego.
We wrześniu 2010 firma Abbott Laboratories Limited złożyła wniosek do EMA o dopuszczenie do obrotu preparatu Ozespa do leczenia łuszczycy plackowatej u osób dorosłych, której nasilenie zostało określone od umiarkowanej do ciężkiej. 14 stycznia 2011 producent wycofał jednak wniosek o dopuszczenie leku do obrotu na terenie Unii Europejskiej i Stanów Zjednoczonych.